# Wereldkampioenschappen jiujitsu 1998
De Wereldkampioenschappen jiujitsu 1998 waren door de Ju-Jitsu International Federation (JJIF) georganiseerde kampioenschappen voor jiujitsuka's. De derde editie van de wereldkampioenschappen vond plaats van 21 tot 22 november 1998 in het Duitse Berlijn.

## Uitslagen

### Heren
| Gewichtsklasse | Goud                | Zilver            | Brons                 | Brons             |
| -------------- | ------------------- | ----------------- | --------------------- | ----------------- |
| –62 kg         | Jörn Meiners        | Taco Morren       | Kelly Molinari        | Dariusz Świercz   |
| –69 kg         | Gerhard Ableidinger | Stéphane Groseil  | Andreas Breslavski    | Michael van Rijt  |
| –77 kg         | Marc Marie-Louise   | Gregory Vallarino | Tilen Oštir           | Thomas Kager      |
| –85 kg         | Bertrand Amoussou   | Rob Haans         | Arkadiusz Musiał      | Ricard Carneborn  |
| –94 kg         | Joachim Göhrmann    | Gary Turner       | Allard Schulenklopper | Robert Łukasik    |
| +94 kg         | Dariusz Zimoląg     | Christophe Julve  | Remco Pardoel         | Matthias Schröder |

### Dames
| Gewichtsklasse | Goud             | Zilver            | Brons             | Brons             |
| -------------- | ---------------- | ----------------- | ----------------- | ----------------- |
| –55 kg         | Florence Bailly  | Esther Oostlander | Ingela Viktorsson | Diana Gascó       |
| –62 kg         | Patricia Hekkens | Armelle Iost      | Jeanne Rasmussen  | Ute Niendorf      |
| –70 kg         | Sophie Albert    | Judith de Weerd   | Anna Dimberg      | Daniela Cosandier |
| +70 kg         | Jennie Brolin    | Sabine Felser     | Marjorie Renard   | Agnieszka Ruzik   |

### Duo's
| Categorie | Goud                               | Zilver                         | Brons                           | Brons                                     |
| --------- | ---------------------------------- | ------------------------------ | ------------------------------- | ----------------------------------------- |
| Heren     | Sascha Vetter Joachim Thumfart     | Thomas Darholt Kent Hielscher  | Roman Bobits Ferdinand Fuhrmann | Jérôme Laurent Bruno Pereira              |
| Dames     | Karina Lauridsen Vibeke Mortensen  | Silke Mundigl Sonja Wittmann   | Florence Bailly Laetita Deloris | Sandy Van Landeghem Vanessa Van de Vijver |
| Gemengd   | Hubert Erjawetz Silvia Heißenhuber | Antonio Da Costa Minh-Minh Ngo | Ferdinand Fuhrmann Sabine Kampf | Gabriele Gardini Valeria Zaccaria         |

1994 ·
1996 ·
1998 ·
2000 ·
2002 ·
2004 ·
2006 ·
2008 ·
2010 ·
2011 ·
2012 ·
2014 ·
2015 ·
2016 ·
2017 ·
2018 ·
2019 ·
2021 ·
2022